# ¡Muy padres!
¡Muy padres! (estilizado como ¡Muy Padr3s!) es una telenovela mexicana producida por Agustín Restrepo para Imagen Televisión y emitida entre 2017 y 2018. Esta es la cuarta producción original de la cadena Imagen Televisión y trayendo consigo nuevos talentos. Es una adaptación de la telenovela chilena Señores papis. La trama aborda los temas de relación entre padres e hijos; así como las situaciones del cuidado de los padres sin pareja hacia los hijos.
Se estrenó el 18 de septiembre de 2017 en sustitución de El Capitán, y finalizó el 5 de febrero de 2018.
Protagonizada por Dulce María, Víctor González, Mario Morán, Héctor Suárez Gomís y Betty Monroe y con la participación antagónica de Roberto Mateos. Además cuenta con las actuaciones estelares de Jessica Díaz, Diego Soldano, Sandra Destenave, Fran Meric, Issabela Camil y Mariel Chantal.
El 3 de noviembre de 2017 la telenovela entró a su segunda etapa.
Las grabaciones iniciaron el 17 de julio y concluyeron el 30 de noviembre de 2017.

## Sinopsis
Esta es la historia de tres papás: Emilio (Víctor González), Ricardo (Héctor Suárez Gomís) y Alan (Mario Morán). Se conocen en el jardín de niños de sus hijos. Emilio es un empresario que le gusta vivir rodeado de mujeres, pero su vida da un giro cuando Sofía (Fran Meric), una mujer con la que tuvo que ver en el pasado, llega a su departamento y le dice que tiene un hijo llamado Santiago (Sergio Perezcuadra). Sofía huye, dejando a su hijo al cuidado de Emilio. Tras el suceso, Emilio no sabe qué hacer con el pequeño. Es cuando lo inscribe en el jardín de niños Monarca, donde trabaja Pamela (Dulce María). Previamente ella y Emilio ya se habían conocido cuando ella lo atropelló mientras él corrió detrás de Sofía en su huida; es donde iniciará un gran amor que los cambiará a ambos. 
Alan es padre soltero, es un joven rebelde y fiestero que cuida de su pequeño hijo Arturo (Ari Placera), ya que su novia murió años atrás. Sus suegros, Silvia (Sandra Destenave) y Rodolfo (Roberto Mateos), están en desacuerdo sobre que él cuide del pequeño, pues creen que es mala influencia para Arturo. Silvia y Rodolfo, tratarán de quitarle el derecho a como dé lugar. Pero llega Jenny (Jessica Díaz), una nueva vecina y abogada de Alan que lo ayudará a recuperar a su hijo. En medio del proceso, se enamoran perdidamente. 
Ricardo es un padre tranquilo, pero orgulloso y resentido. Luego de separarse de su primera esposa, Margarita (Betty Monroe), con la que tiene dos hijas: Tania (Macarena García) y Regina (Valery Sais), encuentra nuevamente el amor con Kika (Mariel Chantal), que está a punto de dar a la luz a su tercera hija. 
Entre enredos y situaciones estos tres papás se convertirán en muy grandes amigos compartiendo sus alegrías y desilusiones. Lidiando con sus papeles de trabajadores, esposos y sobre todo padres, cometiendo errores y aciertos, pero siempre con buenas intenciones y con todo el corazón.

## Reparto

### Reparto principal
- Víctor González - Emilio Palacios Fernández
- Dulce María - Pamela Díaz[4][5]
- Betty Monroe - Margarita Rivapalacio[6]
- Mario Morán - Alan de Garay Álvarez[7]/ Alan Fabbri Álvarez
- Héctor Suárez Gomís - Ricardo Pérez-Valdés
- Jessica Díaz - Jennifer "Jenny" Salamanca
- Mariel Chantal - Erika "Kika" López
- Roberto Mateos - Rodolfo Villagrana Robles
- Sandra Destenave - Silvia Juárez de Villagrana
- Fran Meric - Sofía Urrutia González
- Issabela Camil - Déborah Rondon
- Diego Soldano - Matías Montellano
- Adriana Leal - Perla
- Aranza Carreiro - Patricia Villagrana Juárez "Pato"
- Macarena García - Tania Pérez-Valdés Rivapalacio
- Julio Casado - Abelardo
- Alberto Reyes - Luis "Bicho"
- Valery Sais - Regina Pérez-Valdés Rivapalacio
- Sergio Perezcuadra - Santiago Urrutia González
- Ari Placera - Arturo de Garay Villagrana

### Reparto recurrente
- Claudio Roca - Nicolás
- Mimi Morales - Gina Paola Rojas
- Javier Ponce - Antonio Carrera
- Jonnathan Kuri - Leonardo Oliver
- María Prado - Carmelita
- Tamara Guzmán - Beatriz Esther Gómez Chávez
- Óscar Bonfiglio - Javier
- Eva Prado - Elena Álvarez
- Lupita Lara - Miriam Palacios Fernández
- David Ostrosky - Alfredo Elizalde
- Carlos Hays - Diego Elizalde "el Rana"
- Arturo Vázquez - Licenciado
- Eduardo Shacklett - Eduardo Fabbri
- Sergio Jurado - Bernardo Salamanca
- Alan Ciangherotti - Marco Antonio Meléndez Bautista'’
- Luz María Zetina - Ella misma
- Andrea Carreiro - Ángela Villagrana Juárez
- Zully Keith - Nena Rivapalacio
- Carlos Alfaro - Miguel
- Jorge Rodolfo Almada - César
- Juan Felipe Pulido - Jhon Freddy
- Paola Díaz Cardona - Maryssol Ferrer
- Israel Salmer - Erick
- Óscar Bonfiglio - Javier
- Claudia Marín
- Enrique Herranz
- Abel Fernando

## Banda sonora
| Intérprete   | Tema                    | Personaje(s)     | Actor(es)                     |
| ------------ | ----------------------- | ---------------- | ----------------------------- |
| Dulce María  | «Borrón y Cuenta Nueva» | Tema principal   | Tema principal                |
| Dulce María  | «Borrón y Cuenta Nueva» | Emilio y Pamela  | Víctor González y Dulce María |
| Jessica Díaz | «Quédate»               | Alan y Jenny     | Mario Morán y Jessica Díaz    |
| Pablo Ahmad  | «Viéndote reír»         | Diversas escenas | Diversas escenas              |

## Premios y nominaciones

### TV Adicto Golden Awards 2017
| Categoría                             | Nominados  | Resultado |
| ------------------------------------- | ---------- | --------- |
| Mejor telenovela de Imagen Televisión | Muy padres | Ganadora  |

### Kids Choice Awards México 2018
| Categoría       | Nominados   | Resultado |
| --------------- | ----------- | --------- |
| Actriz favorita | Dulce María | Nominada  |
| Show favorito   | Muy padres  | Nominado  |

### PRODU Awards
| Categoría                         | Nominados   | Resultado |
| --------------------------------- | ----------- | --------- |
| Actriz - Mejor Estrategia Digital | Dulce María | Nominada  |